# Bennie Green
Bennie Green (Chicago, 1923. április 16. – San Diego, 1977. március 23.) amerikai harsonás.

## Pályafutása
Trummy Youngnál tanult, majd 1942-től Earl Hines zenekarában Dizzy Gillespie és Charlie Parker vezetta be a bebop harmonia-újításaiba. J. J. Johnsont is megelőzve Green kifejlesztette saját bebop-harsona játékát a maga erőteljes hangzásával.
Katonai szolgálata után 1946-ban visszatért Earl Hineshoz. Gene Ammonsszal való szereplései után Charlie Ventura zenekarában dolgozott. Játszott még Sonny Stittel, Babs Gonzalesszel, Coleman Hawkinsszal,  Miles Davisszel és Sarah Vaughannal is.
Az első felvételeihez Eddie Lockjaw Davisszel és Art Blakey-vel állított össze zenekarokat. 1953-ban a Jazz Composers Workshopban John Lewisszal játszott, Charles Mingusszal, J.J. Johnsonnal, Kai Windinggel és Willie Dennisszel, begyakorolva ezzel a Four Trombones-hangzást. Felvételekei készültek Frank Wessszel, Candy Candidoval, Buck Claytonnal, Charlie Rouse-szal, Johnny Griffinnel és másokkal is.
1961-ben „Hornful of Soul" címmel jelentek meg felvételei. 1968 után Duke Ellington „Sacred Concerts” (1968/69) című művének felvételét és előadását szervete meg. Rendszeresen játszott Las Vegas-i szállodazenekarokban, és alkalmanként fellépett Sonny Rollinsszal, valamint a Newport Jazz Festivalon, és 1976-ban Lionel Hamptonnal is.

## Albumok
- Bennie Green Blows His Horn (1955)
- Bennie Green with Art Farmer (1956)
- Blow Your Horn (1956)
- Walking Down (1956)
- Back on the Scene (1958)
- Soul Stirrin' (1958)
- The 45 Session (1958)
- The Swingin'est (1959)
- Walkin' & Talkin' (1959)
- Bennie Green Swings the Blues (1960)
- Glidin' Along (1961)
- Hornful of Soul (1961)
- My Main Man (with Sonny Stitt (1964)